# FC Ryukyu
FC Ryukyu, ofta skrivet FC Ryūkyū, är ett fotbollslag från Okinawa i Japan. Laget spelar för närvarande (2021) i den näst högsta proffsligan J2 League.

## Placering tidigare säsonger
| Säsong | Nivå | Liga      | Placering | Referens |          |
| ------ | ---- | --------- | --------- | -------- | -------- |
| 2014   | 3    | J3 League | 9         | [ 2 ]    |          |
| 2015   | 3    | J3 League | 9         | [ 3 ]    |          |
| 2016   | 3    | J3 League | 8         | [ 4 ]    |          |
| 2017   | 3    | J3 League | 6         | [ 5 ]    |          |
| 2018   | 3    | J3 League | 1         | [ 6 ]    |          |
| 2019   | 2    | J2 League | 14        | [ 7 ]    |          |
| 2020   | 2    | J2 League | 16        | [ 8 ]    | Pandemin |
| 2021   | 2    | J2 League | 9         | [ 9 ]    | Pandemin |
| 2022   | 2    | J2 League | 21        | [ 10 ]   | Pandemin |
| 2023   | 3    | J3 League | 17        | [ 11 ]   |          |
| 2024   | 3    | J3 League | 14        | [ 12 ]   |          |

## Truppen 2022
Aktuell 23 april 2022.
| Nr | Land       | Pos | Namn              |
| -- | ---------- | --- | ----------------- |
| 1  | Costa Rica | MV  | Danny Carvajal    |
| 2  | Japan      | MF  | Takayuki Fukumura |
| 3  | Japan      | F   | Yusuke Murase     |
| 4  | Japan      | F   | Ryohei Okazaki    |
| 5  | Japan      | F   | Reo Yamashita     |
| 6  | Japan      | F   | Takashi Kanai     |
| 7  | Japan      | F   | Keita Tanaka      |
| 8  | Japan      | MF  | Ren Ikeda         |
| 9  | Nordkorea  | F   | Ri Yong-jik       |
| 10 | Japan      | MF  | Yu Tomidokoro     |
| 11 | Japan      | MF  | Katsuya Nakano    |
| 13 | Japan      | MF  | Koki Kiyotake     |
| 14 | Japan      | F   | Keigo Numata      |
| 15 | Japan      | MF  | Yuki Omoto        |
| 16 | Japan      | A   | Takuma Abe        |
| 17 | Japan      | MV  | Keisuke Tsumita   |

| Nr | Land      | Pos | Namn                                |
| -- | --------- | --- | ----------------------------------- |
| 18 | Japan     | A   | Ryunosuke Noda                      |
| 19 | Japan     | A   | Yuki Kusano (lån från Yokohama FC)  |
| 20 | Japan     | MF  | Kazumasa Uesato                     |
| 21 | Japan     | A   | Shinya Uehara                       |
| 22 | Japan     | F   | Makito Uehara                       |
| 23 | Thailand  | A   | Sittichok Paso (lån från Chonburi)  |
| 24 | Brasilien | A   | Vinícius (lån från Nacional-SP)     |
| 25 | Japan     | MF  | Kazuto Takezawa                     |
| 26 | Japan     | MV  | Junto Taguchi                       |
| 27 | Japan     | F   | So Nakagawa (lån från Júbilo Iwata) |
| 28 | Japan     | F   | Rio Omori (lån från FC Tokyo)       |
| 29 | Japan     | A   | Takuya Hitomi                       |
| 31 | Japan     | MV  | Kosuke Inose                        |
| 32 | Japan     | MF  | Sho Sawada                          |
| 33 | Vietnam   | MF  | Phạm Văn Luân (lån från Saigon FC)  |
| 34 | Vietnam   | MF  | Vũ Hồng Quân (lån från Saigon FC)   |